# Pentaplatarthrus vandamii
Pentaplatarthrus vandamii is een keversoort uit de familie van de loopkevers (Carabidae). De wetenschappelijke naam van de soort is voor het eerst geldig gepubliceerd in 1886 door Jacobus Rudolfus Hendrik Neervoort van de Poll.
De soort is genoemd naar de ontdekker, B.A.P. Van Dam. Hij vond in oktober 1884 een vrouwelijk exemplaar nabij Fauresmith in Oranje Vrijstaat (Zuid-Afrika).